# Peixe-leão-real
O peixe-leão-real (Pterois radiata), é uma espécie de peixe venenoso nativo do Indo-Pacífico. É muito procurada para ser mantida em aquários, pois suas listras brancas e barbatanas espinhosas deixam o peixe mais chamativo para os aquaristas. Assim como seus parentes, é necessário cuidado no manuseio da espécie, pois têm grandes chances de se tornar uma espécie invasora em regiões não-nativas, como aconteceu com o peixe-leão-vermelho (Pterois volitans) e o peixe-leão-indiano (Pterois miles), que invadiram o Mar do Caribe por liberação de aquaristas inexperientes.
Na natureza, essa espécie vive próxima de fendas e corais, onde exibe seus espinhos que os confundem com ouriços-do-mar e corais, o que acaba camuflando o peixe para caça de presas. Quando uma presa se aproxima, o peixe-leão-real a encurrala com suas barbatanas venenosas abertas em formato de leque e logo após dá um bote.
É nativa do Indo-Pacífico, sendo encontrada no Mayotte para Bassas da Índia, no Oceano Índico para as Ilhas Ryukyu, sul do Japão para as Ilhas Marshall e Austrália, com avistamentos no Pacífico Central na Polinésia Francesa e Samoa até Palau.